# Fórum 50 %
Fórum 50 % je české občanské sdružení a obecně prospěšná společnost. Vzniklo v roce 2004 v reakci na nevyrovnané zastoupení žen a mužů na všech úrovních rozhodování. Chce změnit politiku a společenské vnímání rolí žen a mužů ve veřejném životě, podporovat ženy ve vstupu do politiky a podporovat stávající političky ve výkonu jejich funkcí. Za cíl si klade paritní zastoupení na všech úrovních rozhodování, což považuje za základ pluralitní demokratické společnosti.

## Ideová východiska
Fórum 50 % kritizuje nedostatečné zastoupení žen na všech úrovních politického života v ČR za nedostatečné, které podle něj ovlivňuje kvalitu demokracie a má dopad na vlastní fungování české společnosti. Jako doklad nerovnoprávné situace uvádí: „V roce 2009 klesl podíl českých europoslankyň v Evropském parlamentu na 18 %, v Poslanecké sněmovně PČR zasedá 22 % žen, v Senátu 18,5 % žen, situace není lepší ani na krajské (17,6 %) a obecní úrovni (celkový poměr žen je 26 %, ve statutárních městech pouze 22,8 %).“ Organizace nahlíží problém nevyrovnaného zastoupení žen a mužů v politice jako otázku narušení demokratických principů – rovné zastoupení mužů a žen považuje za základní podmínku demokracie, nikoli její možný důsledek.
Argumenty Fóra 50 % pro vyrovnané zastoupení žen a mužů:
- Ženy tvoří více než 50 % populace České republiky a jejich nízké zastoupení v politice neodpovídá demokratickým principům a prohlubuje odcizení politiky ženám (demokratický deficit).

- Životní zkušenost mužů a žen je odlišná a vstup většího počtu žen do politiky pomůže nastolit nová témata a jiný úhel pohledu na ta stávající. Smíšené skupiny žen a mužů také lépe a efektivněji pracují.[zdroj⁠?!]

- Podle výzkumů veřejného mínění považuje téměř 90 % obyvatelstva zapojení žen do politiky za užitečné.[zdroj⁠?!]

- Rovnost práv mužů a žen je pouze formální, nikoli faktická.[zdroj⁠?!]

## Cíle a vize
Vizí Fóra 50 % je společnost s vyrovnaným zastoupením žen a mužů ve veřejném životě. Svými aktivitami chce pomoci rozbít společenské genderové stereotypy, protože nedávají ženám rovné příležitosti v zapojení se do politického rozhodování.
Dlouhodobým cílem je překročení kritické hranice 30 %, které (jak dokazují výzkumy)[zdroj⁠?!] je třeba dosáhnout, aby jakákoli skupina přestala být minoritou a byla schopna prosazovat své zájmy.[zdroj⁠?!]
Ve střednědobém horizontu usiluje Fórum 50 % o zavedení vyrovnávacích opatření a začlenění tématu rovných příležitostí do programu alespoň 5 politických stran a dále o přijetí legislativních změn ve prospěch vyrovnaného zastoupení žen a mužů a to například prostřednictvím Koalice za vyrovnané zastoupení žen a mužů. Chce usilovat o začlenění problematiky rovnosti žen a mužů do agendy samospráv prostřednictvím strategického dokumentu Evropská charta za rovnost žen a mužů na úrovni života ve městech a obcích.
Krátkodobé cíle směřují jednak k přijetí výše zmiňované Charty alespoň třemi českými obcemi a dále k vyhledávání a podpoře osobností, které by se staly nositelkami/nositeli tématu rovných příležitostí.

## Principy
- Nadstranickost, stejný přístup ke všem aktérům a cílovým skupinám;

- podpora zapojení všech žen do veřejného života, bez ohledu na věk, sociální postavení, etnicitu, sexuální orientaci a jiné charakteristiky;

- zapojování veřejnosti do rozhodovacích procesů.